# Orde Militar de Savoia
L'Orde Militar de Savoia (Italià: Ordine Militare di Savoia) és un orde militar creat pel Rei Víctor Manuel I de Sardenya el 14 d'agost de 1815 i atorgat per recompensar els serveis distingits en guerra, tant a nivell individual com d'unitat de les Forces Armades. El 1956 es convertí en l'Orde Militar d'Itàlia.
És la condecoració militar més alta d'Itàlia.
Es va crear com l'Orde Militar de Savoia (la dinastia regnant a Sardenya), va patir una primera renovació el 1855 pel rei Víctor Manuel II de Sardenya, i es convertí en un Orde Nacional el 1861 després de la Unificació d'Itàlia.

## Graus
Està dividit en 5 classes:
 - Gran Creu: Llueix la insígnia en banda penjant sobre l'espatlla dreta amb l'Estrella al costat dret del pit.
 - Gran Oficial: Llueix la insígnia penjant del coll, amb l'Estrella al costat dret del pit.
 - Comendatari: Llueix la insígnia penjant del coll.
 - Oficial: Llueix la insígnia penjant d'un galó penjant del pit. La insígnia penja d'un escut d'armes.
 - Cavaller: Llueix la insígnia penjant d'un galó penjant del pit.
El rang de Cavaller també pot ser atorgat per accions en temps de pau.
|          |         |            |              |                       |
| Ribbon   |         |            |              |                       |
| Cavaller | Oficial | Comendador | Gran Oficial | Gran Creu de Cavaller |

## Disseny
La insígnia és una Creu de Malta esmaltada en blanc, amb branques de llorer i roure en esmalt verd entre els braços de la creu. Durant la Monarquia, a l'anvers hi havia un esmalt vermell amb una creu blanca (l'escut de la Casa de Savoia); en l'actualitat hi ha un esmalt blanc amb les lletres RI (República Italiana). En tots dos casos hi ha un anell d'esmalt vermell amb la llegenda AL MERITO MILITARE (Al Mèrit Militar). Al revers hi ha un esmalt vermell amb 2 espases creuades. Durant la monarquia apareixien les lletres "V" i "E" (Vittorio Emanuele) y l'any 1855; en l'actualitat apareix l'any 1947, any de la fundació de la República.
L'Estrella de l'orde és una estrella en plata de 8 puntes amb la insígnia al centre.

La insígnia se suspèn d'un galó blau–vermell–blau. Quan només es llueix el galó, unes corones indiquen el rang (ara substituïdes per estrelles)